# Kaliella
Kaliella is een geslacht van weekdieren uit de  familie van de Clausiliidae.

## Soorten
- Kaliella accepta (E. A. Smith, 1895)
- Kaliella barrakporensis (L. Pfeiffer, 1852)
- Kaliella calculosa (Gould, 1852)
- Kaliella dendrobates (Tillier & Bouchet, 1989)
- Kaliella dendrophila (van Benthem Jutting, 1950)
- Kaliella doliolum (L. Pfeiffer, 1846)
- Kaliella eurytrochus Vermeulen, Liew & Schilthuizen, 2015
- Kaliella gregaria (Tillier & Bouchet, 1989)
- Kaliella humilis (Tillier & Bouchet, 1989)
- Kaliella kinabaluensis (Tillier & Bouchet, 1989)
- Kaliella microconus (Mousson, 1865)
- Kaliella microsoma Vermeulen, Liew & Schilthuizen, 2015
- Kaliella nephelophila (Tillier & Bouchet, 1989)
- Kaliella phacomorpha Vermeulen, Liew & Schilthuizen, 2015
- Kaliella punctata Vermeulen, Liew & Schilthuizen, 2015
- Kaliella scandens (Cox, 1871)
- Kaliella sublaxa Vermeulen, Liew & Schilthuizen, 2015